# جيمي لورانس (لاعب كرة قدم)
جيمي لورانس (بالألمانية: Jamie Lawrence) هو لاعب كرة قدم ألماني، ولد في 10 نوفمبر 2002 في Räckelwitz ‏ في ألمانيا.

## وصلات خارجية
- جيمي لورانس على موقع قاعدة بيانات كرة القدم.إي يو (الإنجليزية)
- جيمي لورانس على موقع عالم كرة القدم.نت (الإنجليزية)